# 下埤頭 (嘉義縣)
下埤頭，是臺灣嘉義縣大林鎮的一個傳統地域名稱，位於該鄉西部。相較於今日行政區，其範圍大致包括明華里不含北部中央凸出部分及東北端、排路里南端、西林里西南部、吉林里西端、平林里南部西北側凸出部分的北端。

## 歷史
台灣日治初期，下埤頭地區為一街庄（舊制街庄），稱為「下埤頭庄」，隸屬於打貓北堡。該庄北與排仔路庄、甘蔗崙庄為鄰，東與大莆林街為鄰，東南與潭底庄為鄰，南邊及西邊隔三疊溪與三疊溪庄、柳仔溝庄、頂坪庄為界。
1901年（日治明治三十四年）11月11日，全台設置二十廳，該庄隸屬於嘉義廳。1904年（明治三十七年）2月15日，該庄編入「大莆林區」，隸屬於嘉義廳。1909年（明治四十二年）10月25日，全台整併二十廳為十二廳，該庄仍隸屬於嘉義廳。1910年（明治四十三年）1月18日，各區管轄區域調整，該庄仍隸屬於嘉義廳的「大莆林區」。
1920年（大正九年）10月1日，全台廢十二廳改設五州二廳，該庄改制為「下埤頭」大字，隸屬於臺南州嘉義郡大林庄（新制街庄）。1943年10月1日，大林庄升格為大林街。
戰後大林街改制為大林鎮，隸屬於臺南縣，大字亦改制為里。1950年（民國39年）10月，雲、嘉、南分治，大林鎮改隸屬於嘉義縣。

## 聚落
本地區發展較早的聚落有下埤頭、湖底等，在日治期初期的官方地圖上已有記載。

## 交通
國道1號又稱「中山高速公路」，是台灣西部兩條縱向高速公路之一，經過本地區西部。最近的交流道在北側是縣道162號交會處的大林交流道，在南側是縣道164號交會處的民雄交流道。由此等可快速前往國道1號沿線各地。
省道台1線又稱「縱貫公路」，是臺北至楓港的傳統平面幹道，經過本地區東部。由該道路北行（大方向）繞過大林鎮大林市區北側後可前往雲林縣大埤鄉/斗南鎮交界、斗南鎮、虎尾鎮東端、莿桐鄉等地，南行可前往民雄鄉、嘉義市、嘉義縣水上鄉、臺南市後壁區等地。
縣道162號是溪口至梅山的道路，經過本地區東北部。由該道路（大方向）西行可前往溪口鄉的溪口市區，並止於縣道157號轉角路口；東行可前往大林鎮大林市區、梅山鄉梅山市區西北郊，並止於省道台3線路口。
鄉道嘉94線是甘蔗崙至下員林的道路。
鄉道嘉95線是大林至下員林的道路。